# 쌍방울
쌍방울[雙鈴, 裳邦爾]은 대한민국의 기업이다.

## 역사
- 1954년 형제상회로 창업하여 1962년 3월 삼남메리야스와 1963년 쌍녕섬유공업사를 거쳐 1977년 (주)쌍방울로 상호를 변경하였다.

- 1984년에 증권 거래소에 주식을 상장하였다.

- 국내 최초 메리야스 KS마크를 획득하며, 1987년 독자 브랜드 트라이를 출시하며 내의 제조유통 전문기업으로 성장했다.

- 1995년 '5000만달러 수출의 탑'을 수상하였으며, 2013년에는 세계 최초로 210수 내의 개발에 성공하며 세계 유일의 편직 기술을 보유하고 있다.

- 한편, 자사 소유인 무주리조트가 위치한 무주가 올림픽을 염두에 두고 1997년 동계유니버시아드를 개최하여 무주리조트에 대대적인 투자를 한 것이 화근이 되어 1년도 안 돼 부도가 났으며[4] 2016년 기준 트라이, 히트업, 쿨루션, 샤빌 등 13개의 브랜드를 보유하고 있다.

- 특히 기존 이너웨어에서 영역을 확장해 '인앤아웃(IN&OUT)웨어를 선보이고, 2015년 북유럽 감성의 아동복 브랜드 리틀탈리를 런칭하며 패션 전문 기업으로 성장 중이며 2014년 특장차업체 (주)광림에 경영 참여하게 되었고  2019년에 남영비비안에 매각 선정되었다[5].

- 아울러, 앞서 본 것처럼 자사 소유인 무주리조트가 위치한 무주가 올림픽을 염두에 두고 1997년 동계유니버시아드를 개최하여 무주리조트에 대대적인 투자를 한 데다[6]  창업주 이봉녕 명예회장의 셋째아들인 이의석 당시 새난(쌍방울 계열 유.아동복업체) 부회장이 카지노 도박사건으로 지명수배를 받는 등 경영층의 시련까지 겹쳐[7] 1997년 말 부도를 내기도 했다.

## 연혁
- 출처: 쌍방울 홈페이지

- 1954년 형제상회(兄弟商會) 설립
- 1962년 삼남메리야스사 상호 변경
- 1963년 쌍녕섬유공업사(雙寧纎維工業[8]社) 상호 변경
- 1973년 익산 이리공단 입주
- 1977년 쌍녕방적(雙寧紡績[9]) 상호 변경
- 1977년 쌍방울로 상호 변경
- 1979년 본사 서울로 이전
- 1981년 뉴인나 출시
- 1984년 실버벨 출시
- 1984년 미국 청바지 업체 미국 리社(Lee)와 판권 제휴
- 1985년 컬러내의 업체 미국 쟈키社(JOCKEY INTERNATIONAL CO.,LTD.)와 기술제휴
- 1985년 쌍방울이 86,88서울올림픽 공식 내의 상품 압권자 승인
- 1986년 청바지 브랜드 리(Lee) 출시 및 청바지 시장 진출
- 1987년 일본 레나운 룩社 합작 ㈜쌍방울-룩 설립
- 1987년 트라이(TRY, 特來[10]) 출시
- 1989년 쌍방울 CI 변경
- 2006년 트라이브랜즈로 변경
- 2010년 쌍방울트라이그룹으로 변경
- 2011년 쌍방울로 상호 복귀
- 2018년 1월 15일 본사를 강남구 논현동에서 중구 무학동으로 이전
- 2020년 뉴트로 트라이 무신사 단독 론칭
- 2020년 KF94 마스크 생산 개시
- 2020년 화장품 브랜드 네이처리퍼블릭 트라이 KF94 마스크 판매 MOU 체결 (네이처리퍼블릭 매장 및 온라인 구매)
- 2025년 기존 사명을 쌍방울에서 TRY으로 사명변경 예정

## 제품
- 트라이
  - 트라이 히트업
  - 트라이 쿨루션
  - 뉴트로 트라이 (무신사 판매용)
  - 트라이 KF94 마스크
  - 트라이 프리미엄 KF94 마스크
  - 트라이 비말차단 마스크
  - 트라이 케이시크릿 3D 마스크
- 심프리
- 크리켓
- 샤빌
- S.마일
- M:Mru
- 하나만
- 제임스 캐슬러
- 위버맨
- 시벤티

## 단종
- 실버벨
- 뉴인나
- 인터메조
- 다반 (현재 더베이직하우스로 판매이관)
- 쟈키
- 폴라리스
- 서역기행
- 기비
- 룩
- 쌍방울 모시메리
- 미드리오
- 스캉달
- 리 (현재 비케이프로 판매이관)
- 쌍방울 보온메리
- 쌍방울 양면 60수 디럭스 메리
- 쌍방울 100수 메리
- 쌍방울 여성용팬티
- 러브메리
- 쌍방울 스타메리
- 앙떼떼
- 예쁜이 시리즈
- 엑스존
- 디럭스
- 비치 크레이프
- 미스베라
- 리틀탈리
- 채리,태거
- 엑스트라 우먼
- 시크릿
- 모모

## 쌍방울 글로벌경영협회 남녀내의부문 1위 수상
쌍방울의 대표적인 브랜드 트라이가 대내외적으로 인정받아, 2016년 글로벌 고객만족도(GCSI)에서 남성 내의, 여성 내의 2개 부문에서 1위를 수상했다. 글로벌 고객 만족도는 국내 기업 제품에 대해 
로벌 소비자들의 만족도를 조사해 수치화한 것으로 올해 12회를 맞쌍방울 았다.

## 사업장 현황
- 본사: 서울특별시 중구 퇴계로 390 (무학동)
- 익산공장: 전북특별자치도 익산시 서동로 239
- 익산물류센터: 전북특별자치도 익산시 보석로2길 9
- 길림쌍방울방직유한공사[吉林特來紡織有限公司[12]]: 중화인민공화국 길림성 훈춘시 변경경제 합작구1호소
- 혼춘쌍방울복장유한공사[琿春雙鈴服裝有限公司[13]]: 중화인민공화국 길림성 훈춘시 변경경제 합작구1호소
- 혼춘트라이침직유한공사: 중화인민공화국 길림성 훈춘시 변경경제 합작구1호소
- 쌍방울상해상무유한공사: 중화인민공화국 상해시 우중루
- 쌍방울심양상무유한공사[裳邦爾瀋陽商貿有限公司[14]]: 중화인민공화국 심양시 화평구
- 쌍방울북경상무유한공사[裳邦爾北京商貿有限公司[15]]: 중화인민공화국 북경시 조양구